# 365: 운명을 거스르는 1년
《365: 운명을 거스르는 1년》은 2020년 3월 23일부터 4월 28일까지 방영된 MBC 월화드라마이다. 이누이 구루미의 2004년 장편 추리소설인 《리피트》를 원작으로 하고 있다.

## 줄거리
과거로 돌아갈 수 있는 기회를 얻은 사람들이 1년 전으로 돌아가 예상치 못한 운명에 휩싸이는 판타지, 미스터리, 스릴러 드라마.

## 등장 인물

### 주요 인물
- 이준혁 : 지형주 역(30대 초반) - 강력계 형사
- 남지현 : 신가현 역(20대 후반) - 웹툰 작가(필명 : 마루)
- 김지수 : 이신 역(40대 초반) - 정신과 전문의/리셋 초대자

### 리세터
- 양동근 : 배정태 역(40대 초반) - 전과자
- 이시아 : 서연수 역(20대 후반) - 예비신부
- 윤주상 : 황노섭 역(70대 초반) - 카페 운영자
- 임하룡 : 최경만 역(60대 초반) - 경비원
- 정민성 : 차증석 역(40대 초반) - 펀드매니저
- 전석호 : 박영길 역(30대 후반) - 택배기사
- 안승균 : 고재영 역(20대 초반) - 프로게이머
- 이유미 : 김세린 역(20대 초반) - 학생

### 강력 1팀
- 류태호 : 허장일 역(50대 후반) - 강력 1팀의 팀장
- 이성욱 : 박선호 역(30대 후반) - 강력 1팀의 형사/지형주의 파트너
- 윤혜리 : 진사경 역(20대 후반) - 강력 1팀의 형사
- 려운 : 남순우 역(20대 중반) - 강력 1팀의 형사

### 가현 주변 인물
- 민도희 : 민주영 역(20대 후반) - 웹툰 어시스트
- 임현수 : 한우진 역(30대 초반) - 웹툰 회사 부팀장
- 오희준 : 구승민 역(20대 후반) - 신가현의 매니저

### 그 외 인물
- 김하경 : 소혜인 역(30대 후반) - 임산부.
- 성혁 : 김대성 역(30대 중반) - 피부과 의사. 서연수의 예비 신랑.
- 백수장 : 오명철 역(30대 중반) - 출소자.
- 안민영 : 송실장 역 - 지안원 의문의 직원.
- 이태빈 : 최영웅 역 - 김세린의 남자 친구.
- 이동하 : 조현우 역 - 소혜인의 남편.
- 김하은 : 이영 역(7세) - 이신의 딸
- 이채경 : 김수연 역 - 세진병원 여의사
- 임욱진

## 수상목록
- 2020년 MBC 연기대상 월화 미니시리즈부문 남자 조연상 (이성욱)
- 2020년 MBC 연기대상 월화 미니시리즈부문 남자 우수연기상 (이준혁)
- 2020년 MBC 연기대상 월화 미니시리즈부문 여자 최우수연기상 (남지현)

## 촬영지
- 서강대교
- 레이크우드 컨트리클럽
- 모나무르

## 시청률
최저 시청률과 최고 시청률은 시청률 조사회사와 지역별로 시청률에 차이가 있을 수 있습니다.
| 2020년      | 2020년      | 2020년         | 2020년         | 2020년       |
| 회차        | 방송일      | TNmS 시청률    | AGB 시청률     | AGB 시청률   |
| 회차        | 방송일      | 대한민국(전국) | 대한민국(전국) | 서울(수도권) |
| ----------- | ----------- | -------------- | -------------- | ------------ |
| 제1회       | 3월 23일    | 3.4%           | 4.0%           | -            |
| 제2회       | 3월 23일    | 4.6%           | 4.9%           | -            |
| 제3회       | 3월 24일    | 4.3%           | 4.4%           | -            |
| 제4회       | 3월 24일    | 4.7%           | 5.0%           | 5.2%         |
| 제5회       | 3월 30일    | 4.3%           | 4.1%           | -            |
| 제6회       | 3월 30일    | 5.1%           | 4.5%           | -            |
| 제7회       | 3월 31일    | -              | 4.2%           | -            |
| 제8회       | 3월 31일    | -              | 5.1%           | 5.7%         |
| 제9회       | 4월 6일     | 4.3%           | 4.0%           | -            |
| 제10회      | 4월 6일     | 5.1%           | 4.5%           | -            |
| 제11회      | 4월 7일     | -              | 4.2%           | -            |
| 제12회      | 4월 7일     | -              | 4.7%           | -            |
| 제13회      | 4월 13일    | -              | 3.7%           | -            |
| 제14회      | 4월 13일    | -              | 4.1%           | -            |
| 제15회      | 4월 14일    | -              | 3.6%           | -            |
| 제16회      | 4월 14일    | -              | 4.2%           | -            |
| 제17회      | 4월 20일    | -              | 3.5%           | -            |
| 제18회      | 4월 20일    | -              | 4.5%           | -            |
| 제19회      | 4월 21일    | -              | 3.9%           | -            |
| 제20회      | 4월 21일    | -              | 4.7%           | 5.5%         |
| 제21회      | 4월 27일    | -              | 4.4%           | -            |
| 제22회      | 4월 27일    | -              | 4.9%           | -            |
| 제23회      | 4월 28일    | 3.9%           | 4.3%           | 5.3%         |
| 제24회      | 4월 28일    | 4.8%           | 4.5%           | 5.3%         |
| 평균 시청률 | 평균 시청률 | -              | 4.3%           | -            |

## 동시간대 드라마
- tvN 월화드라마

《반의 반》 (2020년 3월 23일 ~ 2020년 4월 28일)
- JTBC 월화드라마

《날씨가 좋으면 찾아가겠어요》 (2020년 2월 24일 ~ 2020년 4월 21일)

## 같이 보기
- 대한민국의 텔레비전 드라마 목록 (숫자)
- 2020년 대한민국의 텔레비전 드라마 목록